# Tofik Dibi
Tovek "Tofik" Dibi (sinh ngày 19 tháng 11 năm 1980 tại Vlissingen) là một cựu chính khách người Hà Lan cho GreenLeft (GroenLinks). Ông là Nghị sĩ Hạ viện từ ngày 30 tháng 11 năm 2006 đến ngày 19 tháng 9 năm 2012. Ông tập trung vào các vấn đề về luật hình sự, an toàn, thanh thiếu niên, gia đình và hội nhập.

## Tiểu sử
Dibi là người gốc Maroc. Ông đã học ngành Truyền thông và Văn hóa tại Đại học Amsterdam, chuyên về điện ảnh. Ông kết hợp việc học của mình với các hoạt động trong Marxist Liên minh Công nhân Thổ Nhĩ Kỳ ở Hà Lan (tiếng Thổ Nhĩ Kỳ: Hollanda Türkiyeli Isçiler Birligi (HTIB), tiếng Hà Lan: Turkse Arbeidersvereniging in Nederland), và trong khu phố riêng của mình Bos en Lommer ở Amsterdam. Cùng với các nhà Xã hội Quốc tế Trotskyist, ông đã khởi xướng cuộc biểu tình quốc gia Stop Bush! tổ chức các cuộc biểu tình khi George W. Bush đến thăm Hà Lan vào năm 2005 và ủy ban hành động quốc gia Enough is Enough, tập trung vào sự phân biệt đối xử với người Hồi giáo.
Vào tháng 9 năm 2006, Dibi bất ngờ đứng thứ bảy trong danh sách GreenLeft cho tổng tuyển cử năm 2006 và được chọn tại Hạ viện vào tháng 11 năm 2006. Ủy ban sàng lọc GreenLeft gọi ông là "tài năng chính trị", vì sự kinh ngạc của chính Dibi, vì ông đã không coi trọng ứng cử của mình mà nghiêm túc. Lúc đó ông là thành viên trẻ nhất của quốc hội. Vì lý lịch của mình, ông tập trung vào việc cải thiện cơ hội cho những người trẻ tuổi di cư ở các thành phố lớn.
Vào ngày 13 tháng 1 năm 2007, Dibi đã bị bắt và sau đó được thả ra trong khi nuông chiều chính trị gia Hà Lan Geert Wilders với các thành viên của Hội Xã hội Quốc tế. Áp phích của họ gọi Wilders là "một kẻ cực đoan" và "có hại cho xã hội".
Vào tháng 5 năm 2012, ông đã công khai ứng cử nội bộ của mình để đứng đầu danh sách GroenLinks cho cuộc bầu cử tháng 9 năm 2012. Ông đã thua cuộc bầu cử nội bộ trước Jolande Sap, chiếm 12% số phiếu so với Saps 84%. Dibi không được bầu lại vào quốc hội. Sau khi rời quốc hội, ông trở lại trường đại học nơi ông học đến năm 2014, ra đi mà không có bằng cấp.
Ông đã phát hành một cuốn tiểu thuyết tự truyện, Djinn, vào tháng 10 năm 2015. Cuốn tiểu thuyết nói về cuộc đấu tranh của ông với đồng tính luyến ái, ông đã giữ bí mật trong thời gian làm thành viên quốc hội, nền tảng Hồi giáo và sự nghiệp chính trị của mình.